# Ruhestein
Der Ruhestein ist eine Passhöhe (912 m ü. NHN) zwischen dem Murgtal und dem Achertal im Nordschwarzwald. Sie ist benannt nach einem bis 1936 auf einem passnahen kleinen Hügel gelegenen etwa 2 m³ großen Sandstein-Findling, der den Säumern und Reisenden nach dem Anstieg als Ruhestein für die Rast diente.
Zwischen 1815 und 1818 wurden die Saumpfade durch einen steilen Holzabfuhrweg zwischen den beiden Tälern ersetzt. Heute kreuzen sich am Ruhestein die Schwarzwaldhochstraße, die dem Hauptkamm des Nordschwarzwaldes folgend Baden-Baden mit Freudenstadt verbindet, und die Passstraße, bestehend aus der L 87 aus dem im Westen liegenden Achertal und der L 401 aus dem Tal der Rotmurg.
Über die Passhöhe verlief querend die Grenze zwischen dem Großherzogtum Baden und dem Königreich Württemberg und zuvor dem Fürstbistum Straßburg, wovon Grenzzeichen auf dem Sandsteinblock zeugten. Heute ist dies die Regierungsbezirks-, Landkreis- und Gemeindegrenze zwischen Baiersbronn (Landkreis Freudenstadt) und Seebach (Ortenaukreis). 
Der Ruhestein ist ein beliebtes Ausflugs- und Naherholungsziel sowie ein bekannter Wintersportort mit Skiliften am Ruhesteinberg, Skisprungschanzen (Große Ruhesteinschanze) und Loipen. Die kurvenreiche Verbindungsstraße zwischen Baiersbronn-Obertal und dem Ruhestein wurde am 21. Juli 1946 einmalig für eine Bergrenn-Veranstaltung, das Bergrennen Obertal-Ruhestein, genutzt, bei der drei Teilnehmer ums Leben kamen.
Westlich vom Ruhestein führt der einzige Klettersteig des Nordschwarzwalds über den Karlsruher Grat.

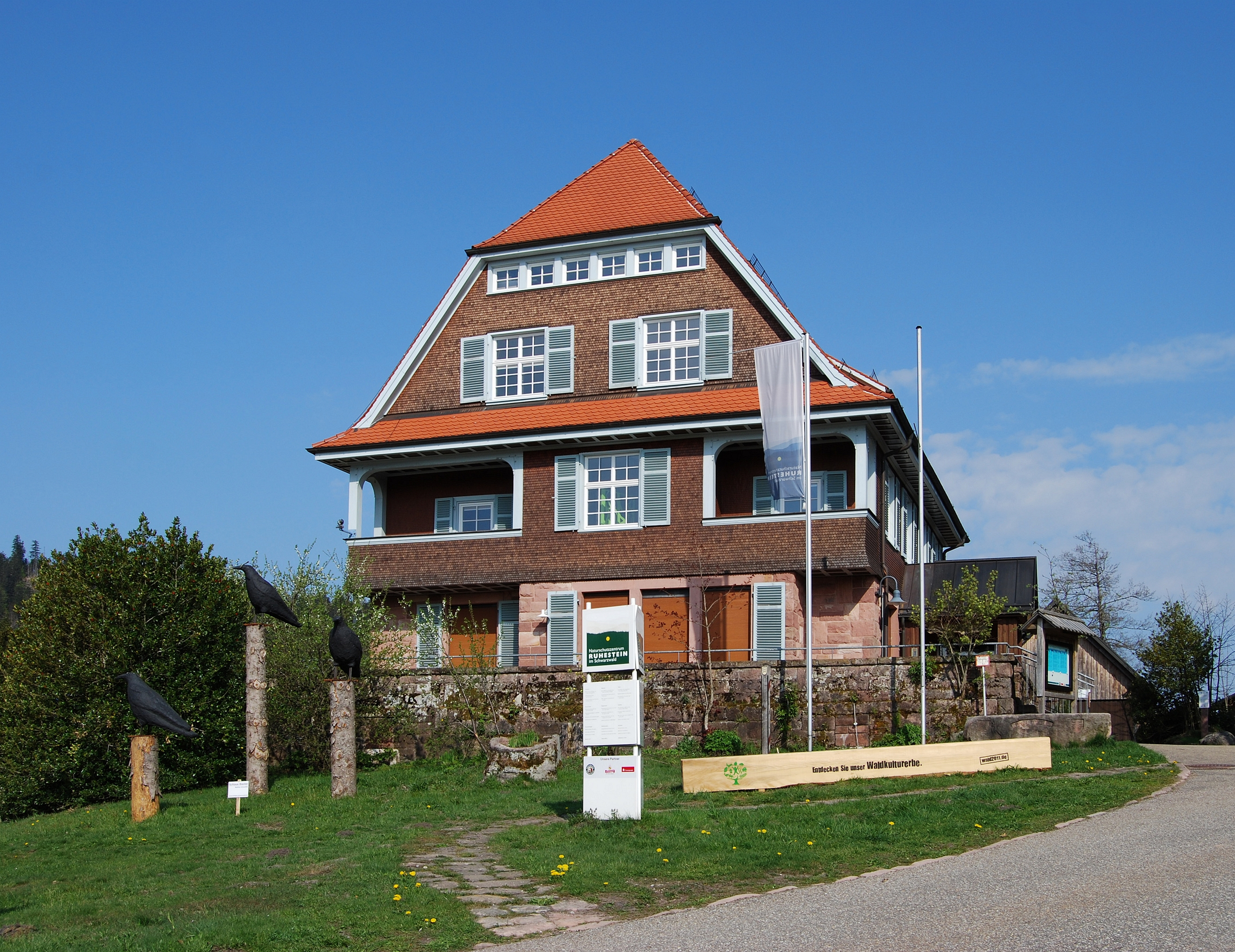
Naturschutzzentrum Ruhestein

Rund um Ruhestein liegt einer der beiden Teilbereiche des seit dem 1. Januar 2014 bestehenden Nationalparks Schwarzwald. Das Nationalparkzentrum Ruhestein an der Passhöhe bietet Ausstellungen und Veranstaltungen zum Naturschutz. Hier ist zudem die Verwaltung des Nationalparks angesiedelt. Der sogenannte Lotharpfad am Schliffkopf wurde auf einer Sturmwurffläche des am 26. Dezember 1999 über das Gebiet hinweggefegten Orkans Lothar angelegt. Entlang eines 800 Meter langen Lehr- und Erlebnispfades, der auf Stegen, Leitern und Brücken durch die 10 Hektar große Sturmwurffläche führt, kann beobachtet werden, wie Naturkräfte wirken und natürliche Prozesse ohne menschliches Einwirken auf einer solchen Fläche ablaufen. 